# Po (Kung Fu Panda)
Maestro Ping Xiao Po (nato Li Loto), noto semplicemente come Po, è un personaggio immaginario dell'animazione, protagonista della serie Kung Fu Panda, conosciuto anche come il Guerriero Dragone oppure il Maestro Panda. Si tratta di un grasso, goffo panda il cui sogno più grande era diventare un grande guerriero Kung Fu e membro dei Cinque Cicloni: la squadra di combattenti a difesa della Valle della Pace, composta da Tigre (sua migliore amica), Vipera, Gru, Scimmia e Mantide; è guidato dal Maestro Shifu.
In tutti i film e cortometraggi della serie è doppiato da Jack Black nell'edizione originale e da Fabio Volo in quella italiana. Il personaggio è anche il protagonista delle serie televisive animate Kung Fu Panda - Mitiche avventure, Kung Fu Panda - Le zampe del destino e Kung Fu Panda - Il cavaliere dragone. La prima venne trasmessa da Nickelodeon dal 2011 fino al 2014, mentre la seconda venne distribuita su Amazon Prime nel 2018 e nel 2019. In tutte e due le serie è doppiato da Mick Wingert nell'edizione originale e da Gianfranco Miranda in quella italiana.

## Biografia del personaggio
Come viene rivelato in Kung Fu Panda 2, Po viveva in un villaggio di panda insieme ai genitori. Un giorno Lord Shen, un pavone albino al quale gli era stato predetto che "un guerriero nero e bianco" lo avrebbe sconfitto, fece irruzione nel villaggio nel quale viveva il piccolo Po, ordinando ai suoi lupi di sterminare tutti i panda. Il padre, Li Shan, respinse i lupi, e la madre prese il piccolo e si allontanò dal villaggio. Ma, braccata dai lupi e da Lord Shen stesso, fu costretta a lasciare suo figlio in una cassa di ravanelli. Poi sacrificò se stessa per attirare le forze armate di Shen lontano da suo figlio. La cassa fu spedita nella Valle della Pace, al ristorante del signor Ping, il quale trovò il piccolo Po e, dopo aver visto che non arrivava nessuno a prenderlo, decise di adottarlo. Senza ricordi consci della sua vita passata, Po crebbe sotto la cura di Ping e divenne suo apprendista nella ristorazione, covando intanto una grande passione per il Kung Fu e tutto ciò che lo riguarda.
Scelto dal Maestro Oogway come Guerriero Dragone nel primo film, metterà a dura prova la pazienza del Maestro Shifu, che lo crederà non adatto come guerriero, tuttavia,  decide di addestrarlo per rispettare il suo maestro e riuscirà a renderlo un ottimo combattente. Anche se al principio, egli non viene visto di buon occhio dai cinque cicloni (specialmente da Tigre) col tempo, diventeranno i suoi migliori amici. Nel corso dei vari film combatterà e sconfiggerà nemici estremamente forti e pericolosi, come Tai Lung, ex-allievo di Shifu, scoprendo cosa vuole comunicare la pergamena segreta del Guerriero Dragone, poi Lord Shen, responsabile della distruzione del suo villaggio e della morte di sua madre, riuscendo a trovare la pace interiore; ed infine, grazie all'apprendimento del Chi, riuscirà a sconfiggere il potente Kai, che vuole ottenere il chi degli altri esseri senzienti e cancellare la memoria di Oogway.
In Kung Fu Panda 3 Po incontra, dopo tanti anni, il suo padre biologico, che lo porta nel nuovo villaggio dei panda, nascosto tra le montagne.
In Kung Fu Panda - Le zampe del destino, Po ha persino assunto nuovamente le sembianze del Maestro che insegna ai giovani panda: Nu Hai, Bao, Jing e Fan Tong per affrontare coraggiosamente contro le forze oscure, tra cui il malvagio signore del male, Jindiao, e la sadica e spietata Demone dalle Ossa Bianche.

## Caratterizzazione

### Poteri e abilità

#### Guerriero Dragone
In quanto Guerriero Dragone, Po possiede capacità nel Kung Fu che non sono seconde a nessuno, perfino al suo maestro. Dopo aver ricevuto il potere del Guerriero Dragone, Po ha acquisito capacità fisiche sovrumane e poteri mistici, come la "Presa del dito Wuxi" con cui spedire l'avversario direttamente nel Regno degli Spiriti. Po ha uno stile di combattimento tutto suo: sfrutta il suo peso e la sua robustezza, e dimostra, malgrado la sua stazza, una notevole agilità. Nel secondo film queste abilità vengono mostrate ampiamente, combattendo in perfetta sintonia al fianco dei Cinque Cicloni e realizzando combo estremamente letali per l'avversario. Inoltre, sempre con loro, dimostra un'incredibile sintonia e coordinazione. Nel terzo film, le sue abilità incrementano notevolmente grazie all'uso del Chi, che imparerà a padroneggiare e a insegnare ai suoi amici e alleati.

## Filmografia

### Film
- Kung Fu Panda
- Kung Fu Panda 2
- Kung Fu Panda 3
- Kung Fu Panda 4

### Televisione
- Kung Fu Panda - Mitiche avventure
- Kung Fu Panda - Le zampe del destino
- Kung Fu Panda - Il cavaliere dragone

### Videogiochi
- Kung Fu Panda
- Kung Fu Panda: Guerrieri leggendari
- Kung Fu Panda World
- Kung Fu Panda 2
- Kung Fu Panda: Scontro Finale delle Leggende Leggendarie

### Altre apparizioni
- Po è un personaggio con cui si può interagire agli Universal Studios Florida e agli Universal Studios Hollywood.
- Po compare in due episodi del cartone animato Mad, prodotto da Cartoon Network e tratto dalla rivista satirica Mad Magazine.
- Uno dei personaggi del film Disaster Movie è una parodia di esso.